# Социјалдарвинизам
Социјал-дарвинизам је термин који се користи за разне теорије (и идеологије) с краја 19. века које се заснивају на идеји опстанка најприлагођенијих (не нужно најјачих). Теорија је потекла од Херберта Спенсера, који је теорију еволуције Чарлса Дарвина применио на људско друштво. Главни појмови преузети од Дарвина су »природна селекција« и »борба за опстанак«.
Иако термин социјал-дарвинизам упућује на тврдњу да се Дарвинова теорија еволуције путем природне селекције може применити на друштвену виталност нације и државе, социјални дарвинизам се углавном повезује са теоријама које су настале пре него што је Дарвинова теорија објављена. Други писци који се називају социјал-дарвинистима су клерик Томас Роберт Малтус, Франсис Галтон (рођак Чарлса Дарвина, оснивач еугенике).